# 蒂倫豪特區
蒂倫豪特區（荷蘭語：Arrondissement Turnhout）是比利時弗拉芒大區安特衛普省的一個区。該區轄有27個市鎮，面積1,356.86平方公里，2020年1月1日人口為461421人。

## 市鎮
蒂倫豪特區下轄以下市鎮：

| - 阿伦东克（Arendonk） - 巴勒海托赫（Baarle-Hertog） - 巴伦（Balen） - 贝尔瑟（Beerse） - 代瑟尔（Dessel） - 海尔（Geel） - 赫罗本东克（Grobbendonk） - 海伦塔尔斯（Herentals） - 海伦特豪特（Herenthout） | - 海瑟尔特（Herselt） - 霍赫斯特拉滕（Hoogstraten） - 许尔斯豪特（Hulshout） - 卡斯特莱（Kasterlee） - 拉克达尔（Laakdal） - 里尔（Lille） - 梅尔豪特（Meerhout） - 梅克斯普拉斯（Merksplas） - 莫尔（Mol） | - 奥伦（Olen） - 旧蒂伦豪特（Oud-Turnhout） - 拉弗尔斯（Ravels） - 雷蒂（Retie） - 赖克福瑟尔（Rijkevorsel） - 蒂伦豪特（Turnhout） - 福尔瑟拉尔（Vorselaar） - 福瑟拉尔（Vosselaar） - 韦斯特洛（Westerlo） |